# Pexopsis pollinis
Pexopsis pollinis là một loài ruồi trong họ Tachinidae.